# بن‌مایه
بُن‌مایه یا مایگان در داستان کوتاه به هر عنصر وحدت دهنده‌ای گفته می‌شود که اجزاء یا عناصر داستان را به نحوی به هم پیوند می‌دهد و درونمایه («تم» یا «مضمون») داستان را تقویت می‌کند. به عبارت دقیق‌تر، بن‌مایه یک چیز، تصویر یا عبارت مستقل است که در روایت تکرار می‌شود. در مقابل، مضمون مفهوم عام‌تر یا انتزاعی‌تری است که نمودش بن‌مایه است. مثلاً سکه می‌تواند بن‌مایه و طمع مضمون یک روایت باشد.